# Serra Geral

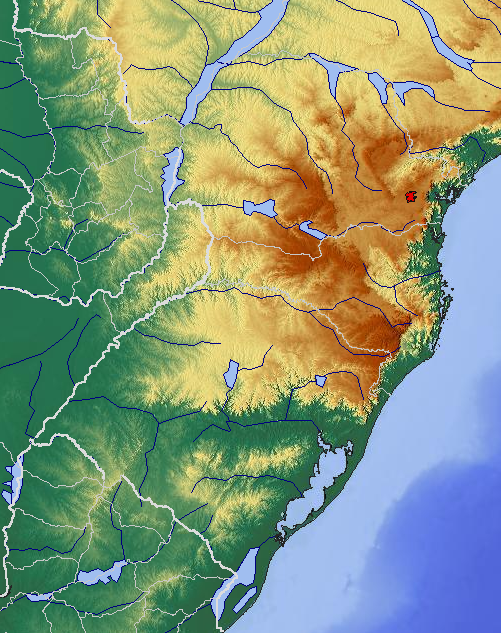
Carta fisica del Brasile del sud.

La Serra Geral è una catena montuosa del Brasile, che costituisce il tratto meridionale della Serra do Mar situata lungo la costa del Brasile in direzione nord-sud. La Serra Geral corre parallela alla costa dell'oceano Atlantico dallo Stato di Santa Catarina a quello di Rio Grande do Sul, separando dall'altopiano una stretta lingua di zona costiera pianeggiante, punteggiata da corti fiumi e numerose lagune e baie, all'interno della zona tropicale umida.
L'altopiano ad ovest della catena viene drenato dagli affluenti del fiume Uruguay, tra cui Pelotas e Canoas, e dal fiume Jacui e dai suoi affluenti, a sud nelle Lagoa dos Patos di Rio Grande do Sul. Ospita le foreste umide subtropicali di araucaria.
Sul territorio della Serra Geral si trovano il Parco nazionale degli Aparados da Serra e il Parco nazionale della Serra Geral, noti per i loro grandi canyon.